# Arthur Meunier
Arthur Antoine Meunier (Leval-Trahegnies, 31 januari 1914 - 18 februari 2001) was een Belgisch senator.

## Levensloop
Na enkele jaren als mijnwerker te hebben gewerkt, werd Meunier monteur van dakgebinten. Hij werd ook amateurbokser en zegevierde in een zestigtal matchen. Hij werd kampioen van Henegouwen, maar kon het niet tot Belgisch kampioen brengen.
In 1939 werd hij gemobiliseerd. Hij nam deel aan de Achttiendaagse Veldtocht en bracht vijf jaar in krijgsgevangenschap door.
Na de Tweede Wereldoorlog werd hij actief in de ABVV-centrale van Metaalbewerkers. Hij werd tevens politiek actief voor de PSB en daarna de PS en was voor deze partij van 1959 tot 1982 gemeenteraadslid van Anderlues. Van 1959 tot 1964 en van 1976 tot 1982 was hij schepen van de gemeente.
In september 1970 werd hij lid van de Senaat: hij volgde de overleden Charles Deliège op als rechtstreeks gekozen senator voor het arrondissement Charleroi-Thuin. Hij bleef dit tot in 1971 en was vervolgens van 1971 tot 1974 provinciaal senator voor Henegouwen. Van 1974 tot 1978 was hij terug rechtstreeks gekozen senator en van 1978 tot 1981 opnieuw provinciaal senator. Door het toen bestaande dubbelmandaat was hij van 1980 tot 1981 ook lid van de Waalse Gewestraad en zetelde hij van 1971 tot 1981 in de Cultuurraad voor de Franse Cultuurgemeenschap.